# Gymnastique rythmique aux Jeux mondiaux de 2009
Navigation
Duisbourg 2005 Cali 2013
Les épreuves de gymnastique rythmique des Jeux mondiaux de 2009 ont lieu à Kaohsiung (Taïwan).

## Tableaux des médailles
| Épreuves | Or              | Argent         | Bronze             |
| -------- | --------------- | -------------- | ------------------ |
| Cerceau  | Evgenia Kanaeva | Olga Kapranova | Silviya Miteva     |
| Balle    | Evgenia Kanaeva | Anna Bessonova | Melitina Staniouta |
| Massue   | Evgenia Kanaeva | Anna Bessonova | Olga Kapranova     |
| Ruban    | Evgenia Kanaeva | Anna Bessonova | Aliya Garaeva      |

| Rang | Pays        | Médaille d'or, monde | Médaille d'argent, monde | Médaille de bronze, monde | Total |
| ---- | ----------- | -------------------- | ------------------------ | ------------------------- | ----- |
| 1    | Russie      | 4                    | 1                        | 1                         | 6     |
| 2    | Ukraine     | 0                    | 3                        | 0                         | 3     |
| 3    | Azerbaïdjan | 0                    | 0                        | 1                         | 1     |
| 3    | Biélorussie | 0                    | 0                        | 1                         | 1     |
| 3    | Bulgarie    | 0                    | 0                        | 1                         | 1     |

## Résultats détaillés[1]

### Cerceau
| Rang                      | Nom                | Pays        | Score  |
| ------------------------- | ------------------ | ----------- | ------ |
| Médaille d'or, monde      | Evgenia Kanaeva    | Russie      | 27.800 |
| Médaille d'argent, monde  | Olga Kapranova     | Russie      | 27.600 |
| Médaille de bronze, monde | Silviya Miteva     | Bulgarie    | 27.050 |
| 4                         | Melitina Staniouta | Biélorussie | 26.100 |
| 5                         | Alina Maksimenko   | Ukraine     | 26.025 |
| 6                         | Liubou Charkashyna | Biélorussie | 25.800 |
| 7                         | Caroline Weber     | Autriche    | 25.400 |
| 8                         | Anna Bessonova     | Ukraine     | 25.150 |

### Balle
| Rang                      | Nom                | Pays        | Score  |
| ------------------------- | ------------------ | ----------- | ------ |
| Médaille d'or, monde      | Evgenia Kanaeva    | Russie      | 28.500 |
| Médaille d'argent, monde  | Anna Bessonova     | Ukraine     | 27.775 |
| Médaille de bronze, monde | Melitina Staniouta | Biélorussie | 27.550 |
| 4                         | Silviya Miteva     | Bulgarie    | 26.400 |
| 5                         | Anna Gurbanova     | Azerbaïdjan | 25.900 |
| 6                         | Bilyana Prodanova  | Bulgarie    | 25.250 |
| 7                         | Caroline Weber     | Autriche    | 25.100 |
| 8                         | Alina Maksimenko   | Ukraine     | 23.500 |

### Massue
| Rang                      | Nom                | Pays        | Score  |
| ------------------------- | ------------------ | ----------- | ------ |
| Médaille d'or, monde      | Evgenia Kanaeva    | Russie      | 28.475 |
| Médaille d'argent, monde  | Anna Bessonova     | Ukraine     | 27.425 |
| Médaille de bronze, monde | Olga Kapranova     | Russie      | 27.350 |
| 4                         | Melitina Staniouta | Biélorussie | 26.975 |
| 5                         | Silviya Miteva     | Bulgarie    | 26.275 |
| 6                         | Anna Gurbanova     | Azerbaïdjan | 25.550 |
| 7                         | Alina Maksimenko   | Ukraine     | 25.525 |
| 8                         | Caroline Weber     | Autriche    | 25.100 |

### Ruban
| Rang                      | Nom                | Pays        | Score  |
| ------------------------- | ------------------ | ----------- | ------ |
| Médaille d'or, monde      | Evgenia Kanaeva    | Russie      | 26.625 |
| Médaille d'argent, monde  | Anna Bessonova     | Ukraine     | 26.250 |
| Médaille de bronze, monde | Aliya Garaeva      | Azerbaïdjan | 25.250 |
| 4                         | Anna Gurbanova     | Azerbaïdjan | 24.825 |
| 5                         | Melitina Staniouta | Biélorussie | 24.600 |
| 6                         | Alina Maksimenko   | Ukraine     | 24.375 |
| 7                         | Liubou Charkashyna | Biélorussie | 24.050 |
| 8                         | Silviya Miteva     | Bulgarie    | 24.025 |